# La 628-E8
La 628-E8 est un récit d’Octave Mirbeau paru chez Fasquelle en novembre 1907.
La version complète faisait 468 pages, mais, après la suppression des sous-chapitres sur  La Mort de Balzac, le volume a été réduit à 416 pages. En 1908, Fasquelle a publié une édition de luxe, tirée à 225 exemplaires numérotés, et illustrée par 127 dessins à l’encre de Chine de Pierre Bonnard.

## Œuvre

### Objet littéraire non identifié

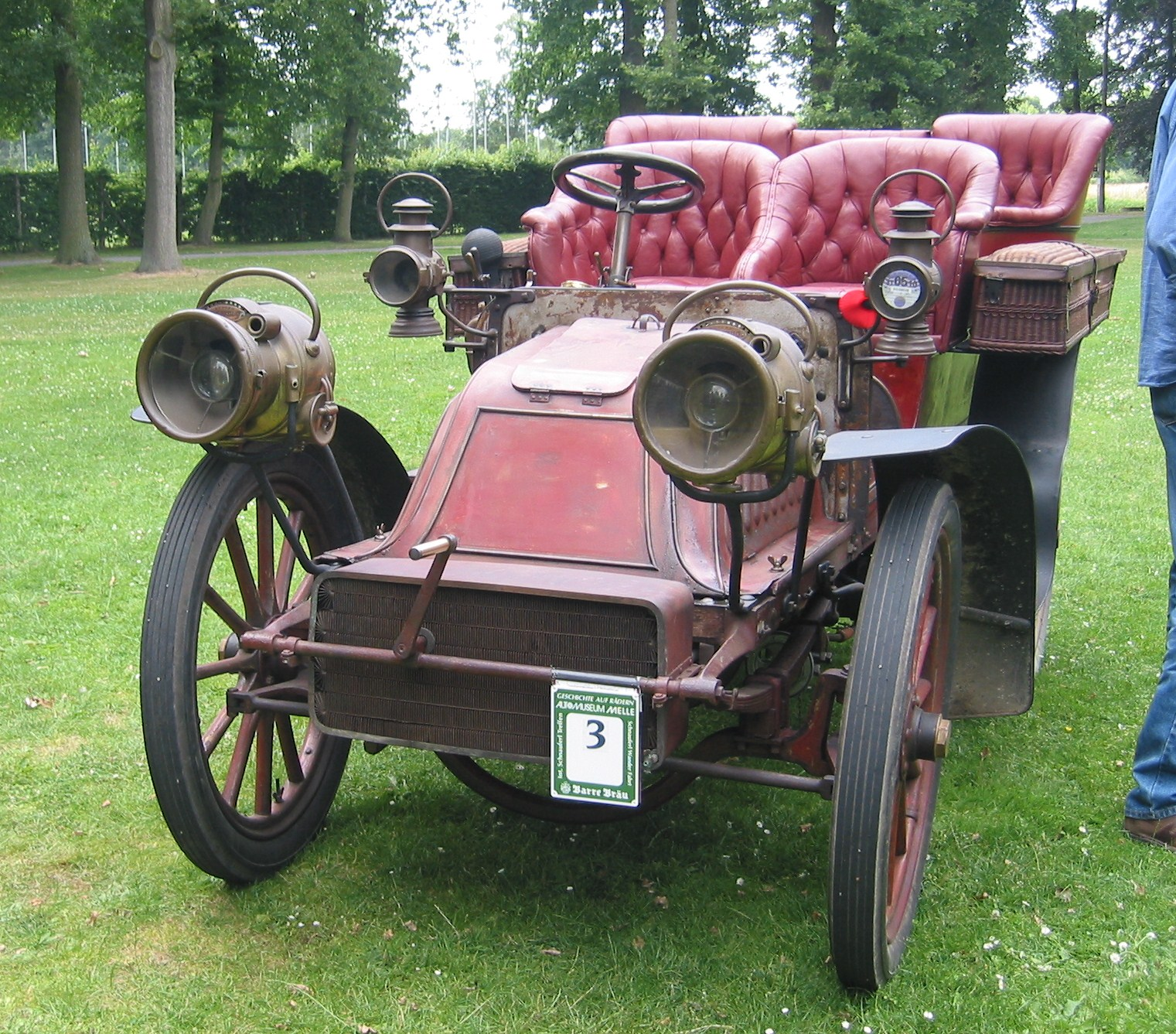
Automobile Charron C.G.V., 1902

Dédiée à Fernand Charron, le constructeur de l’automobile « Charron 628-E8 », cette œuvre inclassable n’est ni un véritable roman, ni un reportage, ni même un récit de voyage digne de ce nom, dans la mesure où le romancier-narrateur n’a aucune prétention à la vérité documentaire, ne se soucie aucunement de vraisemblance, et mélange allègrement les registres du vécu, du rêve et de la fantaisie.

### Hymne à la paix en Europe
Dans son automobile Charron immatriculée 628-E8, il parcourt le nord de la France, qui donne l'occasion d'une page sur le règne de Louis XIV ; la Belgique, dont les mœurs sont présentées de façon caricaturale et dont le roi Léopold II, décrit comme un affairiste sans scrupules, est vilipendé à cause du scandale du « caoutchouc rouge » au Congo ; les Pays-Bas, où on retrouve le souvenir de Rembrandt, de Monet et de van Gogh ; et enfin l’Allemagne de Guillaume II, propre et prospère, qui constituerait un partenaire économique idéal pour une France trop souvent sale et "attardée", pour le plus grand intérêt des peuples et pour garantir la paix en Europe.

### Hymne à l’automobile

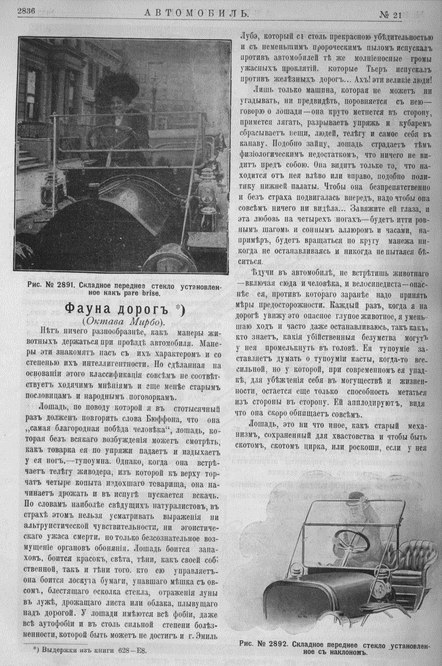
Traduction russe du chapitre La Faune des routes, 1909

En même temps qu’un hymne à la paix et à l’amitié franco-allemande, La 628-E8 est un hymne à l’automobile, qui est le personnage principal du récit : elle contribue à l’essor économique, elle rapproche les peuples et elle bouleverse aussi notre perception du monde. Mais Mirbeau n’est pas pour autant dupe des illusions scientistes et il se méfie des ingénieurs qui, au nom du Progrès mythifié, se comportent souvent d'une façon irresponsable et menacent l’avenir de la planète.

### La Mort de Balzac
Au beau milieu de son récit de voyage, le romancier a inséré, sans trop se soucier des coutures, trois chapitres sur la mort de Balzac, qui ont fait scandale et qu’il a dû retirer au dernier moment, alors que le volume était déjà imprimé, à la demande de la fille de Ewelina Hańska, veuve du grand romancier. Mirbeau y raconte en effet que celle-ci batifolait avec son amant, le peintre Jean Gigoux, pendant que Balzac agonisait dans une chambre voisine. Il explique tenir cette information de Jean Gigoux lui-même, sans pouvoir affirmer que les faits soient authentiques. Peu importe en effet au romancier que l'anecdote soit controuvée, du moment qu'elle lui sert à exprimer sa conception de la guerre des sexes et à se venger, du même coup, de sa femme, l'ex-actrice Alice Regnault.